# Німецька слобода

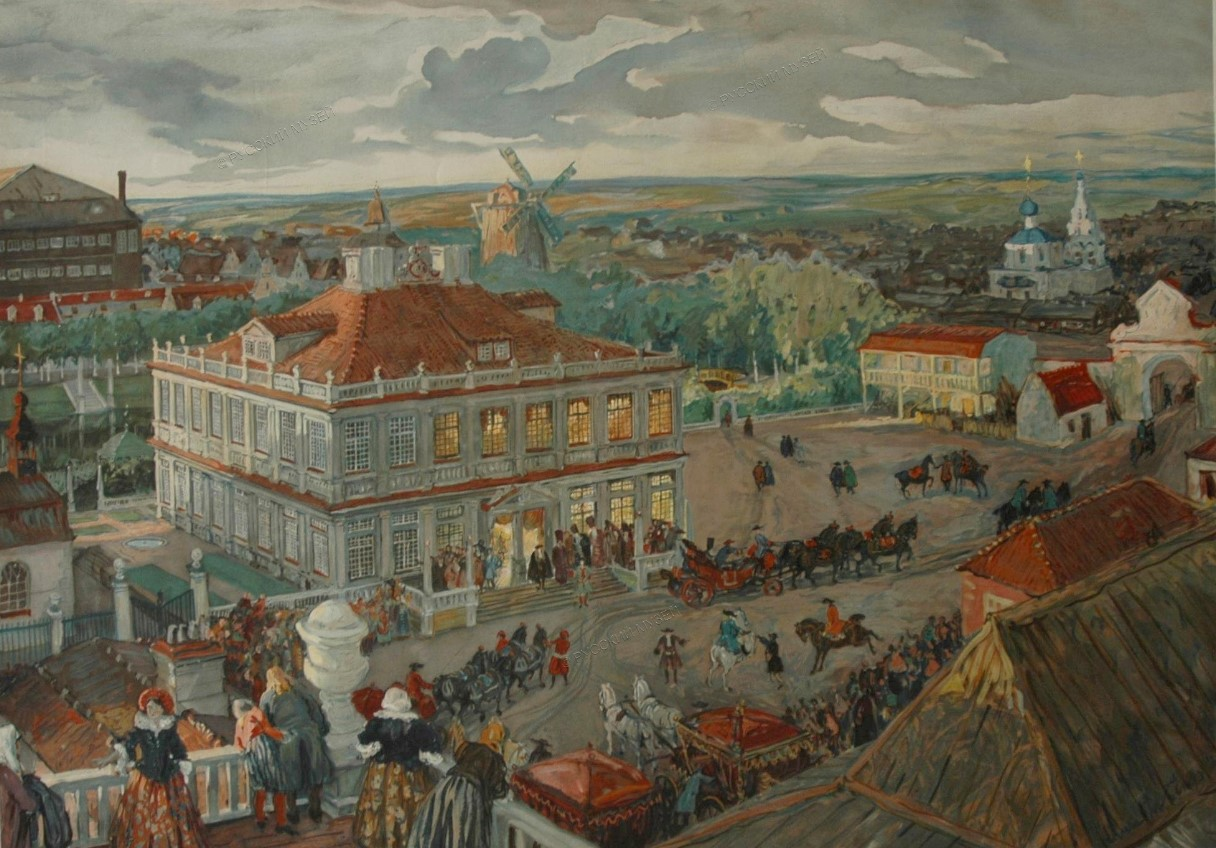
Німецька слобода на початку XVIII століття (художник О. М. Бенуа)

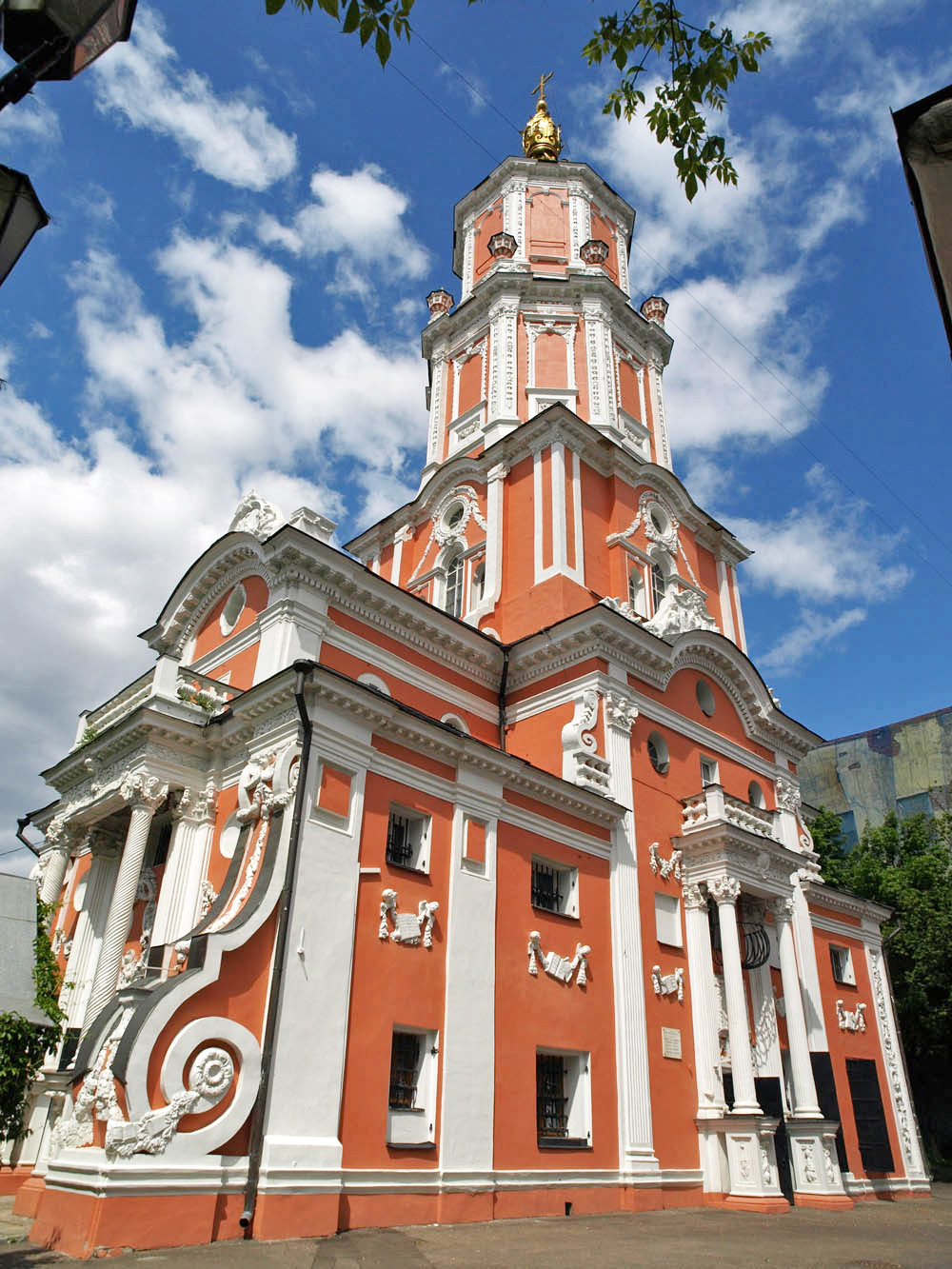
Меншикова вежа

55°46′01″ пн. ш. 37°40′56″ сх. д. / 55.766925° пн. ш. 37.682128° сх. д.
Німецька слобода (нім. Deutsche Siedlung) — квартал компактного проживання іноземців (голландців, швейцарців, литвинів, поляків, німців) в столиці Росії — Москві.

## Щодо назви
Назва «німецька» тоді не означала, що поселення мало представників з німецьких князівств. «Німець», тобто той, хто не розмовляє російською, загальна назва іноземців Західної Європи, а епітет «німецьке» означав тоді — іноземне, «німецьке вбрання», тобто іноземне вбрання тощо. Лише з часом закріпилось сучасне значення слова німецький, тобто пов'язаний з Німеччиною.

## Історія
- Перша Німецька слобода виникла ще за часів царя Василія III (1505-1553 рр.), який мав охоронців, набраних з-поміж іноземців. Під час навали на Москву 1571 року її будівлі спалив кримський хан Девлет I Ґерай.
- Полонених литвинів під час Ливонської війни розселили у Німецькій слободі, що знаходилася на річці Яуза. Під час злодійських забав російського царя Івана Грозного він разом з прибічниками у 1578 році учинив там погром.
- З повагою до іноземців ставився цар Борис Годунов. За його царювання іноземців селили у Німецькій слободі.
- Частим візитером Німецької слободи був молодий Петро І. Саме тут, з часом, будуть побудовані перші значні будівлі і палаци прибічників молодого царя, такі як Лефортовський палац, палати Головіна, Меншикова вежа, маєтки вельмож тощо. Ці будівлі стали прообразом аристократичного району, який згодом виникне у Петербурзі поблизу Смольного монастиря та Мільйонної вулиці. Власник Лефортівського палацу до 1760 року був одночасно й власником імперії. Саме в Німецькій слободі виникли два царських палаци для імператриць Анни Іванівни та Єлизавети Петрівни, споруджені архітектором Франческо Бартоломео Растреллі — Анненгоф. Лише за часів Катерини II царська резиденція в Москві перенесена в інше місце.
- Це був квартал, що нагадував невеличке іноземне місто — прямі вулиці, протестантські церкви, невеличкі будинки європейського зразка. Була своя аптека та автономне управління. Саме у Німецькій слободі побудували перші мануфактури в Москві.

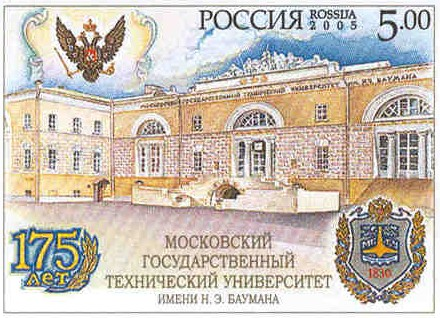
Поштова марка на честь університету

- Під час захоплення Москви Наполеоном у 1812 році, пожежі і грабежі пошкодили й Німецьку слободу. Вона перестає бути місцем розселення іноземців і тут мешкають купці, міщани, ремісники. У XVII—ХІХ століттях більшість старих будинків була розібрана, а найбільші перебудовані. Саме тут розташований всесвітньо відомий навчальний заклад — Московський державний технічний університет імені Баумана, заснований 13 липня 1830 року як Московський ремісничий навчальний заклад.